# Scopula repandata
Scopula repandata är en fjärilsart som beskrevs av Giovanni Antonio Scopoli 1763. Scopula repandata ingår i släktet Scopula och familjen mätare. Inga underarter finns listade.